# Romkugle
 Denne artikel omhandler overvejende eller alene danske forhold. Hjælp gerne med at gøre artiklen mere almen.
Romkugler fremstilles af rester af wienerbrød og kager, som æltes sammen med romessens. De fleste bagere og konditorer i Danmark sælger romkugler. De kendes i Midtjylland og Østjylland som "trøfler" eller "trøffelkugler", mens de på Mors går under navnet "sputnik".
Romkugler fås op til 15 cm i diameter med forskellig krymmel. Farven på dejen afhænger af, om de er lavet af wienerbrødsdej (lys dej) eller chokoladekagerester (mørk dej).
Studenterbrød er nært beslægtede med romkugler. De bages på samme måde, men er flade/firkantede med hindbærsyltetøj og overtrukket med glasur.
"Kanonkugler" er en variant af romkugler. De er rullet i lakridskrymmel og lavet af den mørke dej uden romessens. Kanonkugler kan også fås med  chokolade krymmel